# Densité 21,5
Densité 21,5 est une œuvre pour flûte traversière seule composée par Edgard Varèse en 1936 et revue en 1946.
Ce morceau a été écrit à la demande de Georges Barrère (1876-1944) pour étrenner sa flûte de platine fabriquée par William S. Haynes, la densité du platine étant proche de 21,5 grammes par centimètre cube.
Varèse fait connaissance avec la fameuse flûte en novembre 1935 et compose la partition durant janvier 1936. La création en a été faite par le dédicataire le 16 février 1936 à Carnegie Hall à New York. Le compositeur va retravailler plusieurs fois la partition, notamment en avril 1946, l'allongeant notablement. La nouvelle version est créée le 18 novembre 1946 par Ruth Freeman. Le premier enregistrement discographique en a été fait par René Le Roy en 1949. La version définitive date de 1951.
La durée d'exécution est d'environ cinq minutes. L'écriture, monodique, utilise plusieurs effets, dont les « bruits de clés », correspondant à un bruit de percussion sur une ou plusieurs clés de la flûte.